# Quercus aliena
Quercus aliena är en bokväxtart som beskrevs av Carl Ludwig von Blume. Quercus aliena ingår i släktet ekar, och familjen bokväxter.
Arten förekommer i östra Asien. Den registrerades i östra Kina, på Koreahalvön, i Japan, Myanmar, Laos och Thailand. Denna ek växer i regioner som ligger 700 till 2000 meter över havet. Quercus aliena ingår i lövskogar i områden med varmt klimat.
För artens trä finns olika användningsområden. Bladen ska inom djurmedicin ha läkande egenskaper.
Intensivt skogsbruk och bränder kan påverka delar av beståndet negativt. Allmänt är Quercus aliena vanligt förekommande. IUCN listar arten som livskraftig (LC).

## Underarter
Arten delas in i följande underarter:
- Q. a. acutiserrata
- Q. a. aliena
- Q. a. alticupuliformis
- Q. a. pekingensis
- Q. a. pellucida

## Bildgalleri

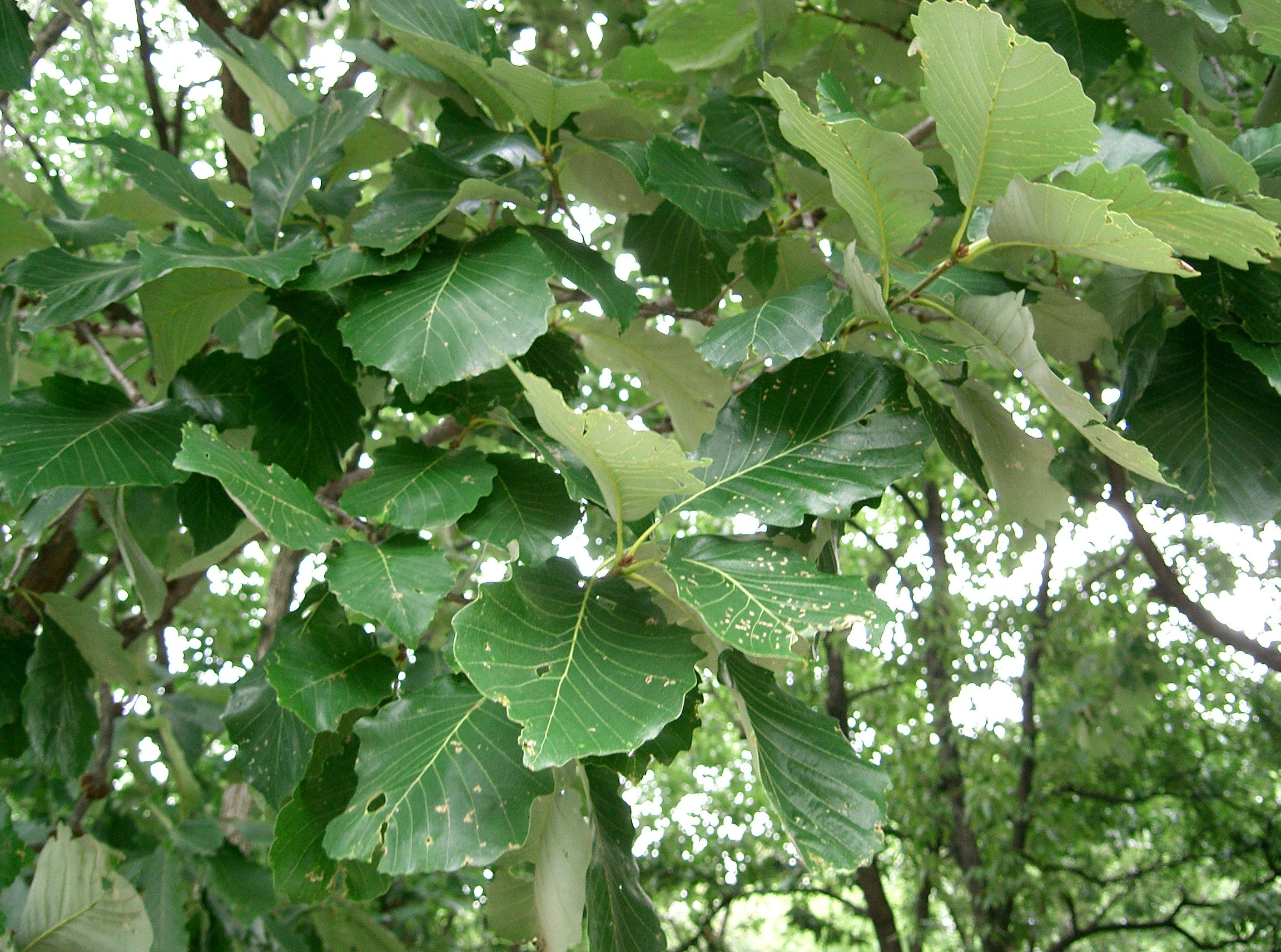
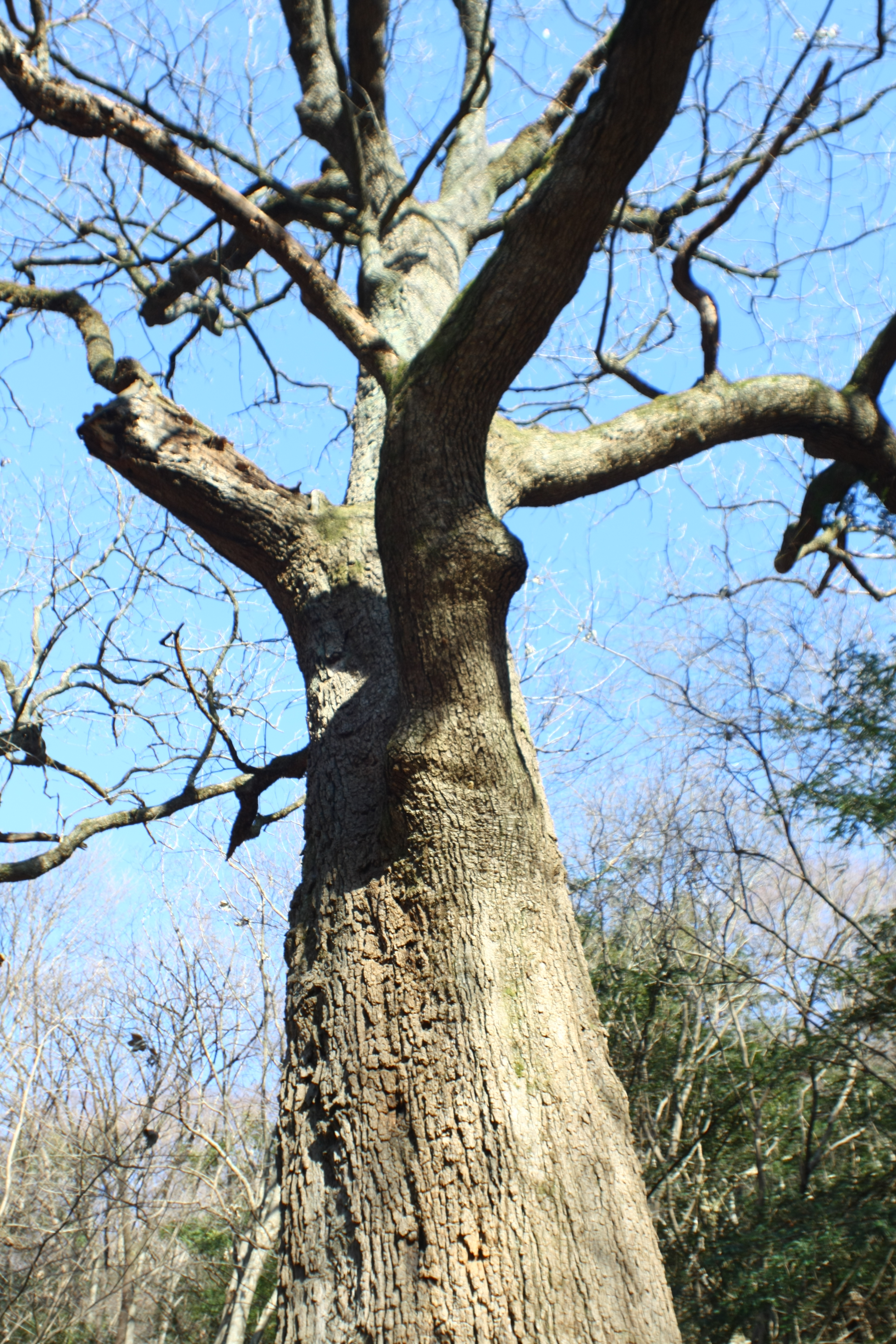